# José Miguel Gil
José Miguel Gil Cañizares, nacido el 28 de febrero de 1971 en Madrid, es un saltador español, retirado tras los JJ. OO. de Atenas 2004. 

## Carrera
Participó en cinco ediciones de los Juegos Olímpicos, desde Seúl 1988 a Atenas 2004. 
Entre sus logros se encuentran:
- Campeón de Europa Absoluto en trampolín de 1 m en los Campeonatos de Europa de Estambul 1999;
- Subcampeón en el Campeonato de Europa de Berlín 2002;
- Campeón de la Copa de Europa, Rostok 2000, en saltos sincronizados;[1]
- Medalla de Bronce en la Copa del Mundo, Sevilla 2002, en trampolín de 1 metro;
- Campeón Universitario U.S.A. en 1994;
- 78 veces Campeón de España en trampolín de 1 metro y de 3 metros;
- 260 veces internacional, fue el primer saltador español en lograr medalla de oro en un Campeonato de Europa Absoluto.[2]

Con motivo de su retirada en 2005, se le hizo entrega de la Medalla Extraordinaria al Mérito Deportivo de la Real Federación Española de Natación.

## Resultados Juegos Olímpicos
- Seúl 1988: 25.º
- Barcelona 1992: 23.º
- Atlanta 1996: 31.º
- Sídney 2000: 33.º